# Perwang am Grabensee
Perwang am Grabensee – miejscowość i gmina w Austrii, w kraju związkowym Górna Austria, w powiecie Braunau am Inn. Liczy 961 mieszkańców.